# Saturacja (teoria koloru)
W teorii koloru saturacja lub nasycenie, to subiektywna intensywność barwy. Im barwa jest bardziej nasycona, tym jest odbierana jako bardziej żywa. Za to barwy mniej nasycone, zdają się przytłumione i bliższe szarości (odcienie szarości charakteryzują się brakiem nasycenia).
W przestrzeni HSV, saturacja jest jedną ze współrzędnych (S). W przestrzeni RGB natomiast, nasycenie rozumiane jest jako odległość euklidesowa danego koloru, od szarego punktu o tej samej jasności co rozważany kolor.